# Ernst Strasser
Ernst Strasser (ur. 29 kwietnia 1956 w Grieskirchen) – austriacki polityk, były minister, od 2009 do 2011 poseł do Parlamentu Europejskiego.

## Życiorys
Ukończył studia prawnicze na Uniwersytecie w Salzburgu, w 1981 uzyskał stopień doktora nauk prawnych.
W latach 80. pracował w rolniczych związkach zawodowych, m.in. jako doradca prawny. Od 1987 był sekretarzem ministra rolnictwa i leśnictwa, a w okresie 1989–1990 zastępcą szefa gabinetu wicekanclerza. W latach 90. zajmował kierownicze stanowiska w różnych przedsiębiorstwach. Działa w Austriackiej Partii Ludowej, kierował jej strukturami w Dolnej Austrii.
Od 1983 do 1985 był radnym gminy Grieskirchen, w latach 1993–2000 zasiadał w landtagu Dolnej Austrii. Od 2000 do 2003 sprawował mandat posła do Rady Narodowej. Od 4 lutego 2000 do 12 listopada 2004 zajmował stanowisko ministra spraw wewnętrznych w rządach Wolfganga Schüssela.
W wyborach w 2009 z listy ÖVP uzyskał mandat deputowanego VII kadencji. Został członkiem prezydium grupy Europejskiej Partii Ludowej, wszedł w skład Komisji Petycji, Komisji Spraw Zagranicznych oraz Podkomisji Bezpieczeństwa i Obrony.
W 2011 dziennikarze gazety „The Sunday Times” dokonali prowokacji dziennikarskiej. Oferowali eurodeputowanym korzyści majątkowe do 100 tys. euro rocznie w zamian za forsowanie w Europarlamencie poprawek korzystnych dla ich fikcyjnego przedsiębiorstwa finansowego. Ernst Strasser znalazł się wśród tych, którzy wyrazili zgodę na taką współpracę. Po ujawnieniu tej sprawy (w tym nagrań) zrezygnował z mandatu poselskiego, zaprzeczając jednocześnie, by sprawa ta miała charakter korupcyjny. W 2013 został przez sąd I instancji skazany na karę 4 lat pozbawienia wolności.